# Annaberg-Buchholz
Annaberg-Buchholz (pronunciación en alemán: /ˈanabɛʁk ˈbuːxhɔlt͡s/ⓘ) es una localidad situada en Sajonia, Alemania. Se ubica junto a los Montes Metálicos, en la frontera entre Alemania y la República Checa, y es la capital del distrito de Erzgebirge. Cuenta con una extensión de 27,70 kilómetros cuadrados y, según el censo del 31 de diciembre de 2014, su población era de 20 934 habitantes, lo que supone una densidad de 755 habitantes por kilómetro cuadrado.
Como su propio nombre indica, Annaberg-Buchholz nació de la fusión, en 1945, de dos poblaciones anteriores, Annaberg y Buchholz, que habían pertenecido hasta entonces a dos señoríos diferentes. Ambas poblaciones habían conocido un gran auge a partir del siglo XV, gracias al descubrimiento de importantes yacimientos de plata y oro en la comarca.
La localidad cuenta con tres iglesias protestantes, entre ellas la célebre iglesia de Santa Ana, edificio gótico, construido entre 1499 y 1525, y que fue católico hasta 1539. Entre otros monumentos, merece la pena destacar las casas de Martín Lutero y del matemático Adam Ries, que dirigió allí una escuela de matemáticas.
La fabricación y el comercio de encajes continúan siendo una actividad destacada en la región. Sin embargo, la minería, en otro tiempo muy importante, con cerca de seiscientas explotaciones abiertas, ha desaparecido por completo, debido al agotamiento de los yacimientos. Por el contrario, el turismo se ha desarrollado bastante tras la reunificación de Alemania de 1989, gracias a su estación de esquí. Los turistas pueden, asimismo, visitar dos minas restauradas y reconvertidas en museos.

## Monumentos y lugares de interés
- Iglesia de Santa Ana (St-Annen-Kirche).
- Museo de los Montes Metálicos (Erzgebirgemuseum).
- Museo Técnico de la Herrería de Frohnau (Technishes Museum Frohnauer Hammer).
- Fundación Marine Steiger para el desarrollo de las artes eróticas.

## Hermanamientos
- Weiden in der Oberpfalz, Alemania.
- Paide, Estonia.
- Chomutov, República Checa.

## Personalidades
En Annaberg-Buchholz han nacido dos campeones olímpicos en Combinada nórdica:
- Tino Edelmann (nacido en 1985).
- Eric Frenzel (nacido en 1988),

- Datos: Q57944
- Multimedia: Annaberg-Buchholz / Q57944

1. ↑  Worldpostalcodes.org, código postal n.º 09456.